# アントワン・ウィンフィールド・ジュニア
アントワン・デュアン・ウィンフィールド・ジュニア（Antoine Duane Winfield Jr., 1998年8月16日 - ）は、アメリカ合衆国オハイオ州コロンバス出身のプロアメリカンフットボール選手。NFLのタンパベイ・バッカニアーズに所属している。ポジションはセイフティ。父は元NFL選手のアントワン・ウィンフィールド・シニア。

## 経歴

### ハイスクール
高校4年目のシーズンに87タックルを記録し、モンゴメリー郡の最優秀選手賞を受賞した。
主要サイトから2つ星評価を受け、ミネソタ大学へ進学した。他にはベイラー大学、ミズーリ大学、ワイオミング大学などからオファーを受けていた。

### カレッジ
1年目の2016年シーズンは52タックル、1つのインターセプトを記録した。
2017年シーズンは最初の4試合に出場した後に手術を受け、残りの試合を全休した。
2018年シーズンも故障に苦しみ、4試合の出場に留まった。
2019年シーズンは83タックル、3サック、7つのインターセプトを記録し、ビッグ10カンファレンスの最優秀ディフェンシブバック賞を受賞した。シーズン終了後、2020年のNFLドラフトにエントリーした。
| 個人成績 | 個人成績 | 個人成績 | タックル | タックル | タックル | タックル | タックル | インターセプト | インターセプト | インターセプト | インターセプト | ファンブル | ファンブル |
| Season   | Team     | GP       | Cmb      | Solo     | Ast      | TfL      | Sck      | PD             | Int            | Yds            | TD             | FF         | FR         |
| -------- | -------- | -------- | -------- | -------- | -------- | -------- | -------- | -------------- | -------------- | -------------- | -------------- | ---------- | ---------- |
| 2016     | ミネソタ | 10       | 52       | 37       | 15       | 2.5      | 0.0      | 3              | 1              | 82             | 1              | 0          | 2          |
| 2017     | ミネソタ | 4        | 20       | 17       | 3        | 1.0      | 1.0      | 2              | 0              | 0              | 0              | 0          | 0          |
| 2018     | ミネソタ | 4        | 17       | 10       | 7        | 0.0      | 0.0      | 0              | 1              | 0              | 0              | 0          | 1          |
| 2019     | ミネソタ | 12       | 83       | 58       | 25       | 3.5      | 3.0      | 1              | 7              | 98             | 1              | 2          | 0          |
| 通算     | 通算     | 30       | 172      | 122      | 50       | 7.0      | 4.0      | 6              | 9              | 180            | 2              | 2          | 3          |

### タンパベイ・バッカニアーズ
| 5 ft 9+1⁄8 in (176 cm)      | 203 lb (92 kg) | 30+1⁄8 in (77 cm) | 9+1⁄2 in (24 cm) | 4.45 s | 36.0 in (91 cm) | 10 ft 4 in (3.15 m) | 20 |
| All values from NFL Combine |                |                   |                  |        |                 |                     |    |

2020年のNFLドラフトにて全体45位でタンパベイ・バッカニアーズから指名され、その後4年総額730万ドルのルーキー契約を結んだ。

#### 2020年シーズン
第2週のカロライナ・パンサーズ戦でキャリア初となるサックを記録し、9月の月間最優秀新人に選出された。第7週のラスベガス・レイダース戦ではキャリア初となるインターセプトを記録した。シーズン全体で94タックル、3サック、6つのパスディフレクション、1つのインターセプトを記録し、オールルーキーチームに選出された。
プレーオフではワイルドカード・ラウンドのワシントン・フットボールチーム戦、ディビジョナル・ラウンドのニューオーリンズ・セインツ戦でいずれも6タックルを記録し、勝利に貢献した。NFCチャンピオンシップのグリーンベイ・パッカーズ戦は試合前の練習中に足首を負傷して欠場したが、チームは勝利した。カンザスシティ・チーフスとのスーパーボウルで復帰し、パトリック・マホームズからインターセプトを記録して勝利に貢献した。また、試合終了間際には相手レシーバーのタイリーク・ヒルを挑発してペナルティを科された。これはレギュラーシーズンでチーフスに敗れた際にヒルから挑発されたことへの報復だったとされている。

#### 2021年シーズン
このシーズンは88タックル、2サック、6つのパスディフレクション、2つのインターセプトを記録した。
プレーオフではワイルドカード・ラウンドのフィラデルフィア・イーグルス戦で5タックル、1サックを記録して勝利に貢献した。ディビジョナル・ラウンドのロサンゼルス・ラムズ戦では9タックルを記録したが、チームは敗れた。
シーズン終了後、故障で欠場するクアンドレ・ディグスの代理として自身初となるプロボウルに選出された。また、NFLが発表したTop100プレイヤーランキングでは75位にランクインした。

#### 2022年シーズン
このシーズンは80タックル、4サック、3つのパスディフレクション、1つのインターセプトを記録した。

#### 2023年シーズン
第13週のパンサーズ戦で8タックル、3つのパスディフレクション、サック、インターセプトを記録して勝利に貢献し、NFCの週間最優秀守備選手に選出された。

#### 2024年シーズン
2024年3月5日、バッカニアーズからフランチャイズタグを付けられ、その後5月14日に、4500万ドルが保証された4年総額8410万ドルの契約延長に合意した。シーズンでは第14週のラスベガス・レイダース戦で膝を負傷し、レギュラーシーズン最後の4試合を欠場したが、ワシントン・コマンダースとのワイルドカードゲームで復帰した。

## 詳細情報

### 年度別成績
| 説明 | 説明               |
| ---- | ------------------ |
|      | スーパーボウル制覇 |
| 太字 | キャリアハイ       |
|      | リーグ最高記録     |

#### レギュラーシーズン
| シーズン | チーム | 試合 | 試合 | タックル | タックル | タックル | タックル | インターセプト | インターセプト | インターセプト | インターセプト | インターセプト | インターセプト | ファンブル | ファンブル | ファンブル | ファンブル |
| シーズン | チーム | GP   | GS   | Cmb      | Solo     | Ast      | Sck      | PD             | Int            | Yds            | Avg            | Lng            | TD             | FF         | FR         | Yds        | TD         |
| -------- | ------ | ---- | ---- | -------- | -------- | -------- | -------- | -------------- | -------------- | -------------- | -------------- | -------------- | -------------- | ---------- | ---------- | ---------- | ---------- |
| 2020     | TB     | 16   | 16   | 94       | 64       | 30       | 3.0      | 6              | 1              | 16             | 16.0           | 16             | 0              | 2          | 1          | 0          | 0          |
| 2021     | TB     | 13   | 13   | 88       | 62       | 26       | 2.0      | 6              | 2              | 30             | 15.0           | 30             | 0              | 2          | 3          | 9          | 0          |
| 2022     | TB     | 13   | 13   | 80       | 64       | 16       | 4.0      | 3              | 1              | 15             | 15.0           | 15             | 0              | 1          | 0          | 0          | 0          |
| 2023     | TB     | 17   | 17   | 122      | 76       | 46       | 6.0      | 12             | 3              | 28             | 9.3            | 28             | 0              | 6          | 4          | 5          | 0          |
| 2024     | TB     | 9    | 9    | 60       | 34       | 26       | 2.0      | 3              | 0              | 0              | 0.0            | 0              | 0              | 0          | 1          | 58         | 1          |
| 通算     | 通算   | 68   | 68   | 444      | 300      | 144      | 17.0     | 30             | 7              | 89             | 12.7           | 30             | 0              | 11         | 9          | 72         | 1          |

#### ポストシーズン
| シーズン | チーム | 試合 | 試合 | タックル | タックル | タックル | タックル | インターセプト | インターセプト | インターセプト | インターセプト | インターセプト | インターセプト | ファンブル | ファンブル | ファンブル | ファンブル |
| シーズン | チーム | GP   | GS   | Cmb      | Solo     | Ast      | Sck      | PD             | Int            | Yds            | Avg            | Lng            | TD             | FF         | FR         | Yds        | TD         |
| -------- | ------ | ---- | ---- | -------- | -------- | -------- | -------- | -------------- | -------------- | -------------- | -------------- | -------------- | -------------- | ---------- | ---------- | ---------- | ---------- |
| 2020     | TB     | 3    | 3    | 18       | 15       | 3        | 0.0      | 2              | 1              | 0              | 0.0            | 0              | 0              | 1          | 0          | 0          | 0          |
| 2021     | TB     | 2    | 2    | 14       | 11       | 3        | 1.0      | 0              | 0              | 0              | 0.0            | 0              | 0              | 1          | 1          | 0          | 0          |
| 2022     | TB     | 1    | 1    | 7        | 4        | 3        | 0.0      | 0              | 0              | 0              | 0.0            | 0              | 0              | 0          | 0          | 0          | 0          |
| 2023     | TB     | 2    | 2    | 5        | 4        | 1        | 0.0      | 1              | 0              | 0              | 0.0            | 0              | 0              | 0          | 0          | 0          | 0          |
| 2024     | TB     | 1    | 1    | 7        | 3        | 4        | 0.0      | 0              | 0              | 0              | 0.0            | 0              | 0              | 0          | 0          | 0          | 0          |
| 通算     | 通算   | 9    | 9    | 51       | 37       | 14       | 1.0      | 3              | 1              | 0              | 0.0            | 0              | 0              | 2          | 1          | 0          | 0          |

- 2024年度シーズン終了時